# Кувыркалки
Кувыркалки (лат. Eucinetidae) — маленькое семейство насекомых отряда жесткокрылых, насчитывающее около 50 ныне существующих видов в составе 10 родов. В ископаемом состоянии достоверно известно, начиная с верхнего мела.

## Описание
Это маленькие жуки длиной всего 0,8—4 мм. Голова маленькая и загнута вниз. Тело чёрного и/или коричневого цвета. 5 из 10 родов семейства обладают колюще-сосущим ротовым аппаратом.

## Экология и местообитание
Живут на детрите или на покрытой грибком коре. В обоих местах взрослые жуки и личинки питаются грибками.